# Valentinianus van Chur
De heilige Valentinianus van Chur (480? - Chur, januari 548) was een Zwitsers bisschop.
Valentinianus was bisschop van Chur. Hij werd geroemd om zijn mildheid jegens vluchtelingen, behoeftigen en gevangenen, zoals op zijn grafsteen werd gebeiteld.. Hij breidde het bedehuis van Lucius van Chur uit tot een klooster.
In het bisdom Chur wordt hij op 9 september als heilige vereerd.